# РКГ-3
РКГ-3 (индекс ГАУ 57-Г-732) — советская ручная кумулятивная граната, предназначенная для поражения танков, самоходных установок и других бронированных машин, а также для разрушения оборонительных сооружений.

## Тактические особенности боевого применения
РКГ-3 — кумулятивная граната ударного действия. При попадании в цель происходит мгновенный взрыв, и кумулятивная струя пробивает броню толщиной до 150 мм (при подходе гранаты к цели под углом 30° от нормали. При уменьшении этого угла бронепробиваемость увеличивается, а при увеличении угла — уменьшается).
В полёте граната стабилизируется и летит донной частью вперёд, для этого во время полёта раскрывается матерчатый стабилизатор в форме конуса. Средняя дальность броска составляет 18-20 метров. Если солдат находился в окопе и танк шёл на него, рекомендовалось лечь на дно окопа, пропустить танк над собой и метнуть гранату в корму.

## Конструкция

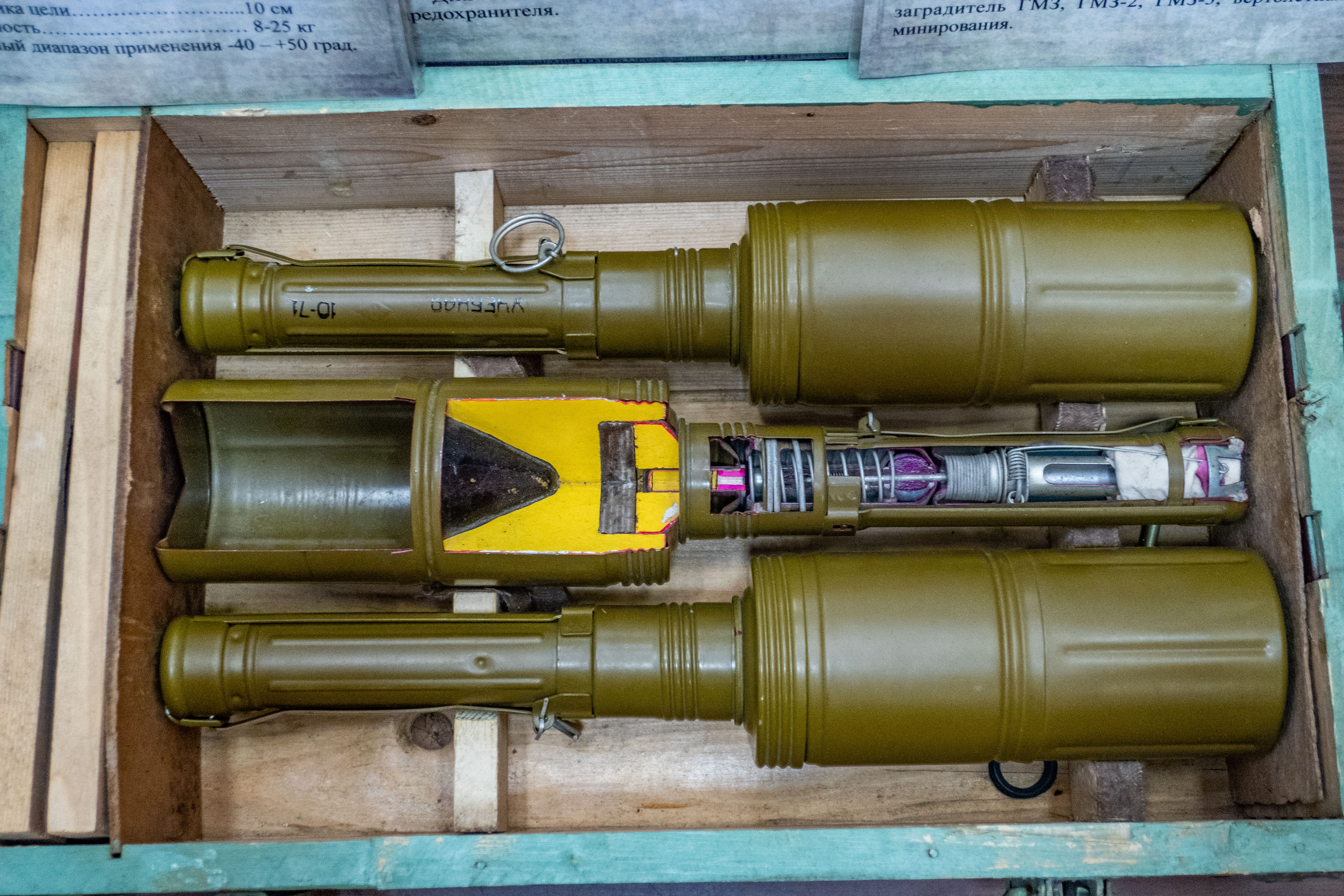
Учебные гранаты РКГ-3Е, одна из которых — в разрезе. Музей ДОСААФ (Минск)

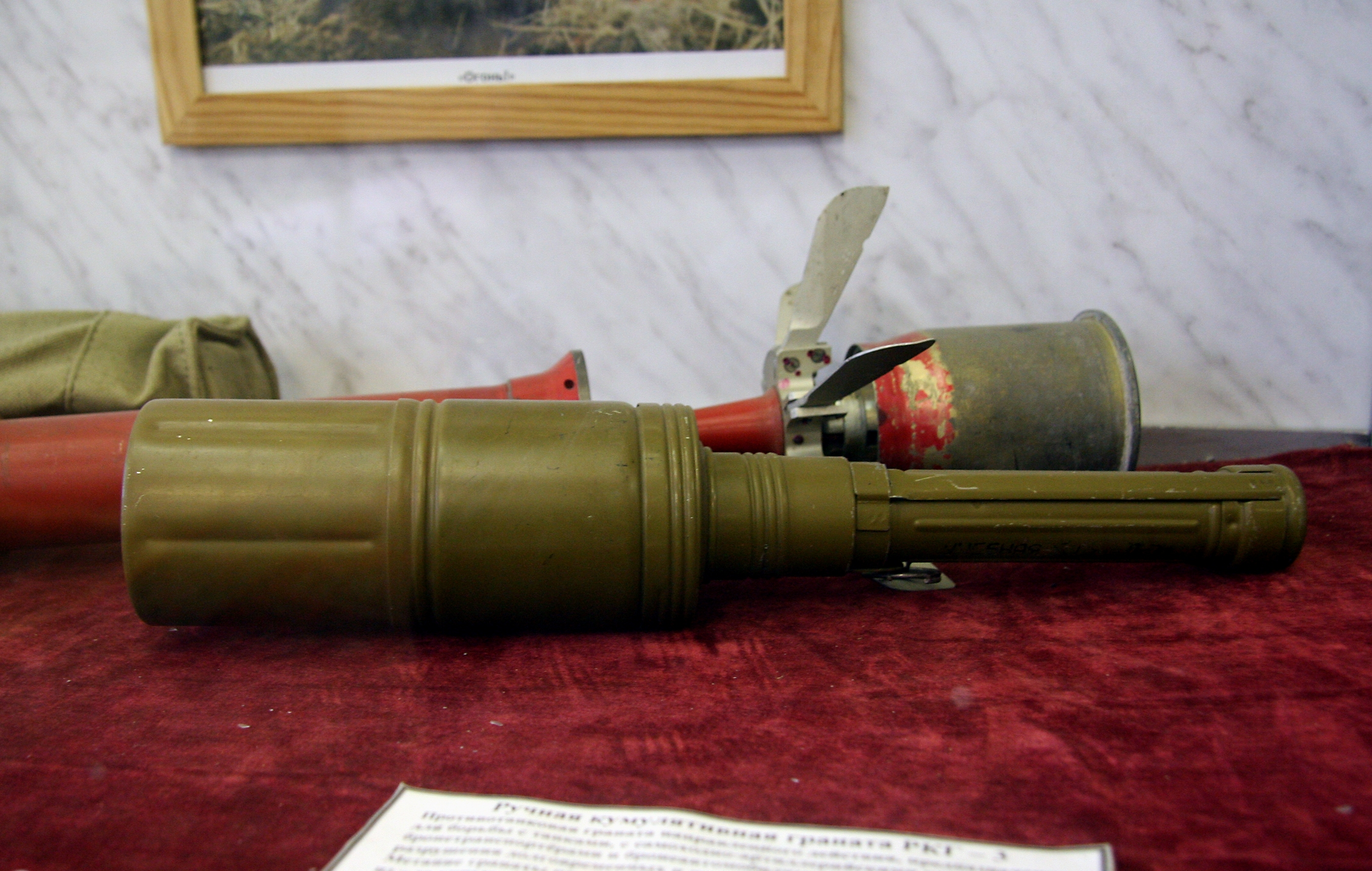

Граната состоит из корпуса с разрывным зарядом, рукоятки и запала. Причём ударный механизм и предохранители находятся не в запале, а в рукоятке. Фактически запал — это только капсюль-детонатор. Перед метанием нужно открутить рукоятку от корпуса, вставить запал в корпус, и затем прикрутить рукоятку обратно.
Для безопасности метания граната имеет 4 предохранителя.
Первый — это обычная чека, которая выдёргивается за кольцо перед метанием гранаты.
Если после выдёргивания чеки боец уронил гранату на землю, то взрыва всё равно не произойдёт, поскольку второй предохранитель ещё не выключен. Когда боец перед броском замахивается, держа гранату за рукоятку, то корпус гранаты под действием инерционных сил стремится оторваться от рукоятки; эта инерционная сила сжимает пружинку; после броска пружинка разжимается и освобождает второй предохранитель и, кроме того, освобождает механизм раскрытия стабилизатора.
Если боец в горячке боя не рассчитал время и метнул гранату, когда танк уже (или ещё) находится близко от него, то взрыва всё равно не произойдёт. Чтобы купол стабилизатора раскрылся, граната должна пролететь по воздуху хотя бы метр-полтора, и только раскрывшись, стабилизатор освобождает третий предохранитель.
Если на пути гранаты окажется высокая трава или иное гибкое препятствие, которое замедлит полёт гранаты, например маскировочная сеть, то граната, столкнувшись с ними, не взорвётся: ударник удерживается четвёртым предохранителем на ещё одной пружинке. И только когда граната столкнётся с действительно твёрдой преградой, способной резко остановить её полёт, тяжёлый инерционный грузик преодолеет сопротивление пружинки и отключит четвёртый предохранитель. Тогда ударник под действием боевой пружины резко продвигается вперёд и накалывает капсюль-детонатор.

## Модификации
- РКГ-3М — производилась с 1957 года с медной воронкой, что увеличило бронепробиваемость примерно на 20 %[2].
- РКГ-3Е (индекс ГРАУ 7Г1) — за счёт увеличения массы взрывчатого вещества с 300 до 390 грамм[2] бронепробиваемость увеличена до 170 мм при подходе гранаты к цели под углом 30° от нормали[3]. Кумулятивная воронка сделана из стали в целях экономии цветных металлов. Принята на вооружение в 1959 году.
- РКГ-3ЕМ — бронепробиваемость увеличена до 220 мм при подходе гранаты к цели под углом 30° от нормали[3]. Кумулятивная воронка сделана из меди (возможно, стальные воронки иногда заменялись на медные[2]). Также принята на вооружение в 1959 г.

Для обучения приёмам метания и обращения с гранатой выпускались разрезные и учебно-тренировочные гранаты, а также учебно-имитационная граната УПГ-8.

## Боевоеприменение
РКГ-3 и её модификации зарекомендовали себя как надёжное, безотказное и безопасное в обращении оружие. Они применялись во многих конфликтах Холодной войны, но с распространением реактивных гранатомётов как противотанковое средство морально устарела. Для борьбы с современными танками, оснащёнными динамической защитой, они уже малопригодны (необходимо попадание в крышу танка или МТО), но с БМП, БТР и другими бронемашинами эти гранаты справляются без труда.
Однако они также применялись против американской лёгкой бронетехники в 2007—2009 гг. во время Иракской войны.
В 2022 году в ходе боевых действий на Украине имели место случаи сбрасывания гранат с беспилотных летательных аппаратов.

## Страны-эксплуатанты
- СССР — принята на вооружение Советской Армии в 1950 году, в 1970-х годах началась замена гранат семейства РКГ-3 реактивной гранатой РПГ-18.
- ГДР — РКГ-3 и РКГ-3М находились на вооружении ННА ГДР[5][6]
- Ирак[7]
- Китай — производится под наименованием «тип 3» (Type 3)[8]
- КНДР — производство гранат РКГ-3 освоено для вооружённых сил страны[9]
- Россия — по состоянию на 2022 год оставались на вооружении[10]
- Украина — на вооружении вооружённых сил[11]